# Stanley Cramp
Pour les articles homonymes, voir Cramp.
Stanley Cramp (24 septembre 1913 – 20 août 1987) est un fonctionnaire et un ornithologue britannique principalement connu pour avoir été le premier auteur du guide encyclopédique en neuf volumes The Birds of the Western Palearctic (BWP).

## Biographie
Stanley Cramp est né à Stockport, dans le Cheshire (aujourd'hui dans le Grand Manchester), fils aîné de Thomas et Edith Cramp. Il obtient un BA (Admin) en 1934 à l'université de Manchester. Il rejoint le département de Her Majesty's Customs and Excise (les douanes) la même année et est transféré à Londres en 1938. En dehors de son service militaire en temps de guerre dans la Royal Air Force de 1944 à 1946, il travaille à Londres pour le même ministère jusqu'à prendre une retraite anticipée en 1970 afin de se concentrer sur BWP.

### Cramp et l'ornithologie
Stanley Cramp commence l'observation des oiseaux étant jeune garçon, et s'intéresse sérieusement à l'ornithologie durant une grande partie de sa vie. Il est actif parmi le British Trust for Ornithology (BTO) et la Royal Society for the Protection of Birds (RSPB), ainsi que la British Ornithologists' Union (BOU), et occupe divers postes administratifs dans les trois, ainsi que dans de nombreux autres organismes. Il rejoint le comité éditorial de la revue British Birds en 1960 et devient rédacteur en chef en 1963, poste qu'il conserve le reste de sa vie.
Pendant les 17 dernières années de sa vie, Stanley Cramp se consacre à la production de BWP, une tâche monumentale qui affecte finalement sa santé. Après avoir vu les quatre premiers volumes publiés et le commencement du cinquième, sa santé se détériore mais il lutte et continue sa tâche. Il décède à la suite d'un accident vasculaire cérébral ayant causé une pneumonie.

## Titres honorifiques
Stanley Cramp reçut plusieurs récompenses :
- 1963 – Bernard Tucker Medal du BTO
- 1966 – Gold Medal de la RSPB
- 1975 – Officier de l'Ordre de l'Empire britannique
- 1978 – Stamford Raffles Medal de la Zoological Society of London
- 1983 – Union Medal du BOU